# Mitford Castle

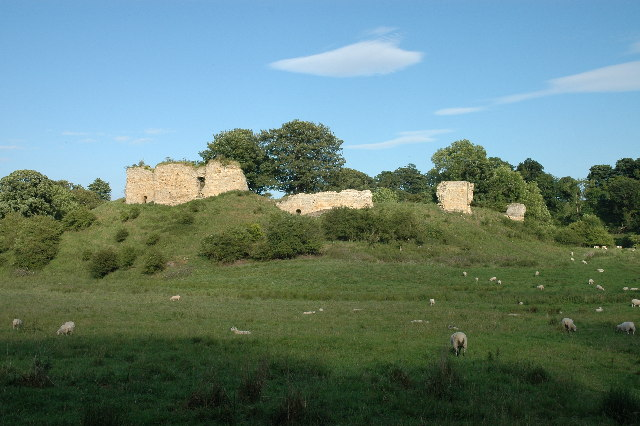
Ruine von Mitford Castle 2005

Mitford Castle ist eine Burgruine im Dorf Mitford in der englischen Grafschaft Northumberland. Die Burg wurde Ende des 11. Jahrhunderts errichtet, gilt heute als Scheduled Monument und English Heritage hat sie als historisches Bauwerk I. Grades gelistet. Die Burgruine ist außerdem im Heritage at Risk Register aufgeführt. Die Motte aus normannischer Zeit wurde auf einer kleinen Erhöhung, einem irgendwie elliptischen Mound, über dem River Wansbeck errichtet. Die Wahl des Standortes ermöglichte einen natürlichen Mound mit Burggraben.
Mitford Castle war der erste von drei Sitzen der Hauptlinie der Familie Mitford, der auf dem Land einer Grundherrschaft gebaut wurde. Nach der Zerstörung von Mitford Castle wurde ab dem 16. Jahrhundert das Mitford Old Manor House (in der Nähe der Burgruine im Nordwesten) genutzt, bis man 1828 Mitford Hall errichten ließ. Mitford Hall steht in einem 34 Hektar großen Park westlich der Burgruine.

## Geschichte
Vor der normannischen Eroberung Englands 1066 gehörte die Burg Sir John de Mitford, dessen einzige Tochter und Erbin, Sybilla Mitford, von König Wilhelm dem Eroberer dem normannischen Ritter Richard Bertram zur Frau gegeben wurde. Ende des 11. Jahrhunderts war die Burg eine Erdwerkfestung der Familie Bertram und 1138 nach den Dokumenten William Bertrams Oppidum. Während des Ersten Kriegs der Barone wurde die Burg 1215 von flämischen Söldnern im Dienst von König Johann Ohneland erobert. 1264 gehörte sie dem dritten Roger Bertram, aber noch im selben Jahr konfiszierte sie der englische König Heinrich III. und gab sie in die Obhut seines Halbbruders, William de Valence, 1. Earl of Pembroke. 1275 stand die Burg unter der Aufsicht von Alexander de Balliol, einem Sohn von John de Balliol. Während einer Revolte in Northumberland in den 1310er-Jahren eroberte Sir Gilbert Middleton Mitford Castle von Aymer de Valence. 1315 diente die Burg Sir Gilbert für Entführungen und er wurde selbst dort eingesperrt, nachdem Ralph Greystoke, 1. Baron Greystoke, ihn wegen Hochverrats festgenommen hatte.
Es gibt unterschiedliche Berichte über die Zerstörung der Burg. Eine Theorie sieht den Grund in einem Brand während der Rebellion De Middletons. Eine andere Theorie sagt, sie sei im Mai 1318 von den Schotten während Middletons Gefängnisaufenthalt im Tower of London zerstört worden. Sicher aber ist, dass sie im Jahre 1323 bereits zerstört war, da Aufzeichnungen einer Untersuchung, die nach dem Tod von Aymer de Valence durchgeführt wurde, erwähnen, dass Mitford Castle „vollkommen zerstört und verbrannt“ sei. Als 1335 der damalige Besitzer des Anwesens, David Strathbogie starb, nahm man die Burgruine seiner Familie.
Das Anwesen einschließlich der Burgruine kaufte die Familie Bruce Shepherd 1993 von der Familie Mitford. In den 2000er-Jahren gewährte English Heritage einen Zuschuss für die Reparatur, Restaurierung und Erhaltung des Anwesens und ein Teil der Arbeiten wurde auch bereits abgeschlossen.

## Architektur

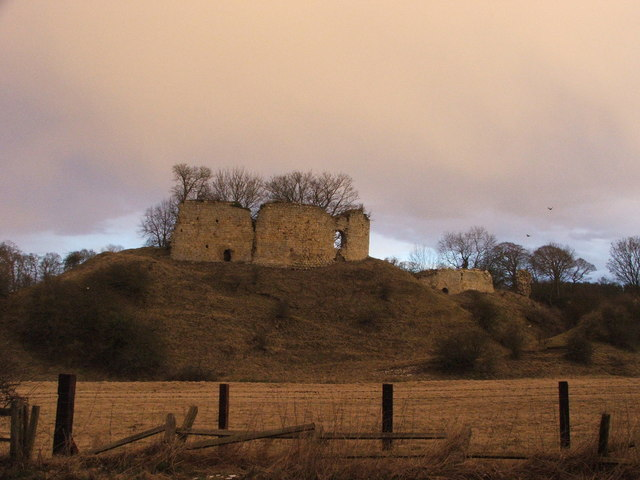
Blick auf Mitford Castle auf seinem irgendwie elliptischen Mound

Die Burgruine besteht aus Werksteinquadern. Der innere Burghof entstand Anfang des 12. Jahrhunderts. Der Westteil des inneren Burghofes befindet sich auf einer gestuften Plinthe und enthält ein rundes Tor. Der östliche Abschnitt der Begrenzungsmauer des inneren Burghofes besitzt einen Rundbogen als Durchgang zum äußeren Burghof, der im 19. Jahrhundert rekonstruiert wurde. Im inneren Burghof befindet sich ein ungewöhnlicher, fünfeckiger Donjon, der bis zum 1. Obergeschoss erhalten ist und vom Anfang des 13. Jahrhunderts stammt. Der Donjon wurde am höchsten Punkt im nördlichsten Teil der Burg errichtet; jeder seiner fünf Seiten hat eine andere Breite und seine Innenfläche beträgt etwa 2 m². Der dreieckige, äußere Burghof im Süden und Osten wurde ursprünglich Ende des 12. Jahrhunderts errichtet. Der aufgeteilte Keller enthält zwei Kammern mit Tonnengewölbedecken, die vermutlich als Brunnen gedient haben.
Die Kapelle, die Mitte des 12. Jahrhunderts erbaut und Anfang des 19. Jahrhunderts größtenteils zerstört wurde, ist ebenfalls aus Steinquadern errichtet. Ein Heiligtum oder Chorbogen ist bis heute erhalten. 1939 wurde ein Friedhof nördlich der Kapelle mit Grabsteinen aus dem 12. Jahrhundert entdeckt. Mindestens ein Grabstein wurde in den Hof der Kirche von Mitford verbracht, andere entfernt oder zerstört.
Die Überreste der östlichen Kurtine, die im 12. und 13. Jahrhundert ebenfalls aus Steinquadern errichtet wurde, enthalten einen Torbogen zu einem Barmkin (Barbakane), Mauerkammern, einem Aborterker und einem Rundbogen. Die östliche Kurtine wird von einer halbrunden Brustwehr flankiert, dem stärksten Teil des Gebäudes. Auch die westliche Kurtine und angrenzende Strukturen aus dem 12. und 13. Jahrhundert wurden aus Steinquadern errichtet, wobei sich in den einzelnen Abschnitten unterschiedliche Bauart- und Mauerwerktypen finden.
Ein innerer Hof diente als Garten und Obsthain; er maß etwa 100 Meter × 100 Meter.

## Quelle
- F. P. Somerset: The David & Charles book of castles. David & Charles, Newton Abbot 1980, ISBN 0-7153-7976-3.